# Rincón de Soto
Rincón de Soto ist ein Ort und eine Gemeinde (municipio) mit 4.024 Einwohnern (Stand: 2024) im Nordosten der spanischen Autonomen Region La Rioja. Sie gehört zum Weinbaugebiet der Rioja Baja.

## Lage und Klima
Rincón de Soto liegt im Tal des Ebro ca. 75 km (Fahrtstrecke) ostsüdöstlich der Provinzhauptstadt Logroño in einer Höhe von ca. 260 m. Das Klima ist gemäßigt bis warm; Regen (ca. 475 mm/Jahr) fällt überwiegend im Winterhalbjahr.

## Bevölkerungsentwicklung
| Jahr      | 1970 | 1981 | 1991 | 2001 | 2011 | 2021 |
| Einwohner | 3323 | 3350 | 3329 | 3408 | 3819 | 3900 |

Der Ort konnte sich gegen den Bevölkerungsrückgang stemmen.

## Wirtschaft
In früheren Jahrhunderten lebten viele Einwohner des Ortes weitgehend als Selbstversorger direkt oder indirekt (als Handwerker und Gewerbetreibende) von der in der Umgebung betriebenen Landwirtschaft. Heute ist die Gemeinde vor allem für die Birnen mit geschützter Herkunftsbezeichnung (D.O.P.) bekannt.

## Sehenswürdigkeiten

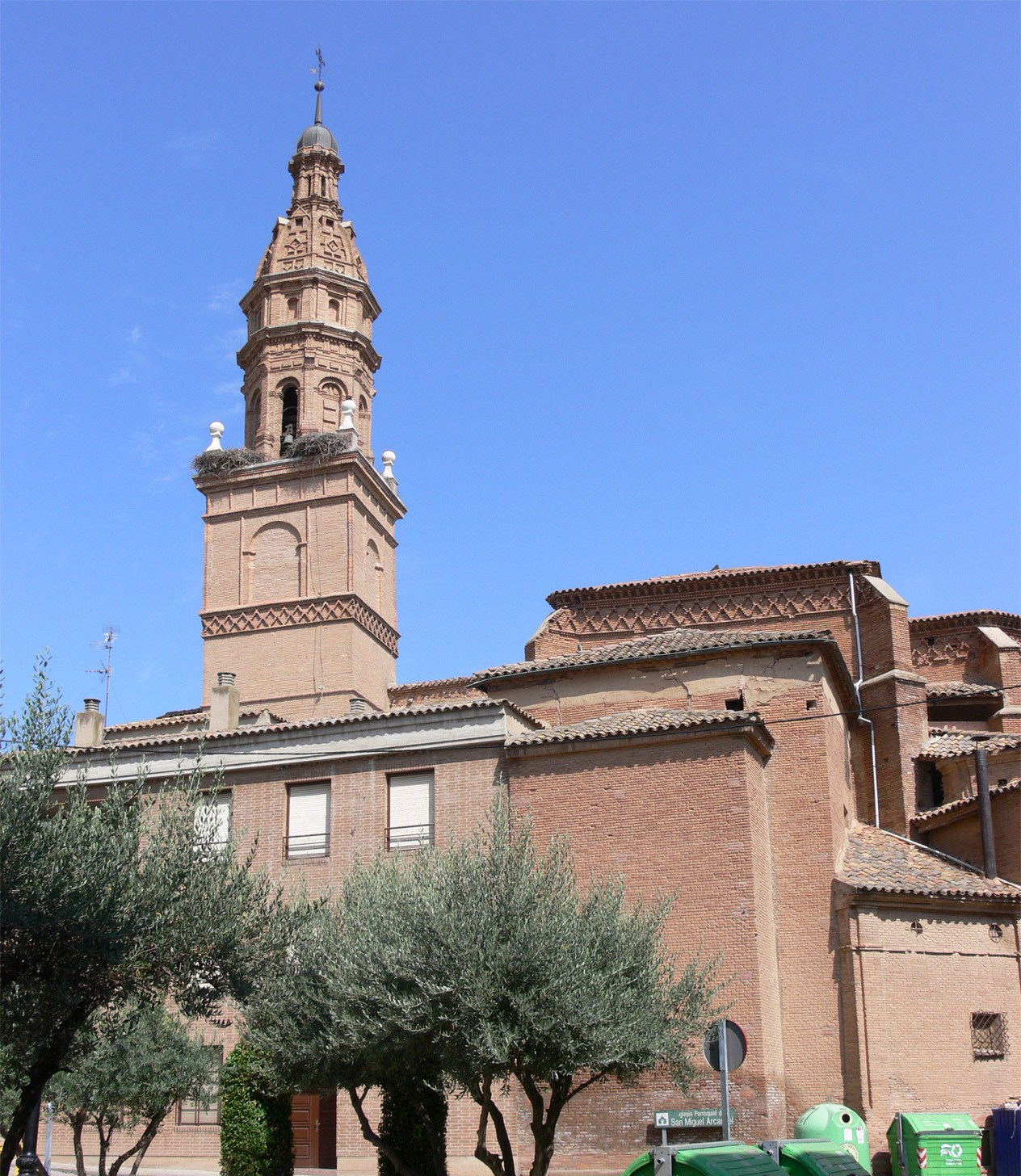
Michaeliskirche
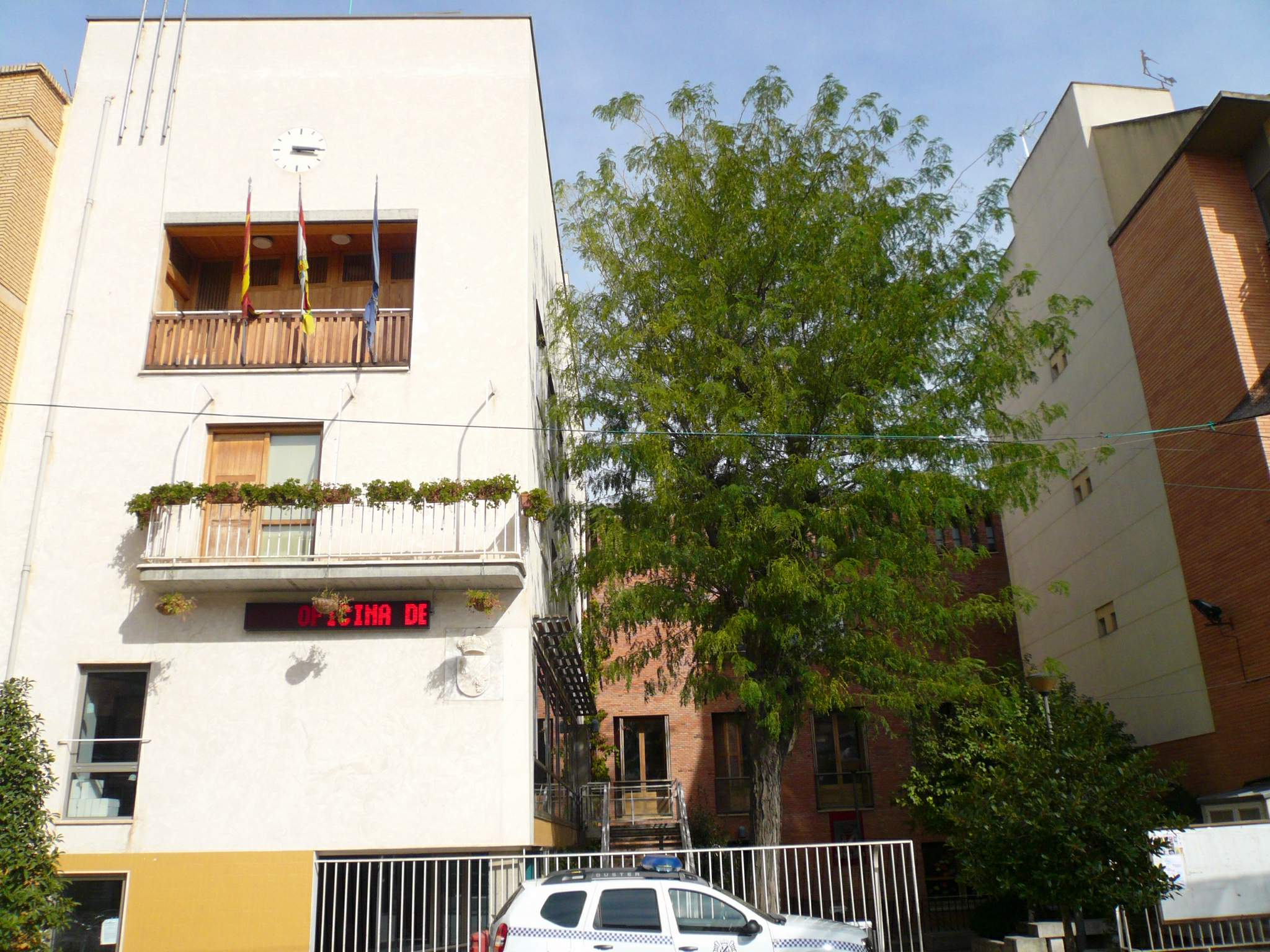
Rathaus

- Michaeliskirche
- Rathaus

## Persönlichkeiten
- Juan Antonio Llorente (1756–1823), Politiker und Historiker
- Fernando Llorente (* 1985), Fußballspieler, Ehrenbürger von Rincón de Soto
- Rubén Pardo (* 1992), Fußballspieler